# Люрель, Викторен
Викторе́н Люре́ль (фр. Victorin Lurel; род. 20 августа 1951, Vieux-Habitants) — французский политический и государственный деятель, министр заморских территорий (2012—2014).

## Биография
Родился 20 августа 1951 года в Вё-Абитане на Гваделупе в бедной семье с двенадцатью детьми. Получил на Гваделупе степень бакалавра по экономике, затем получил диплом третьего цикла обучения (DEA) в университете Пантеон-Ассас (также по экономике) и в 1978 году поступил в парижский Институт политических исследований, но не окончил курс.
В 1981 году, вернувшись на Гваделупу, назначен директором Сельскохозяйственной палаты.
С 1989 по 2001 год — депутат муниципального совета Вё-Абитана.
В 1992 году являлся депутатом регионального совета Гваделупы.
С 1994 по 2002 год — вновь депутат регионального совета Гваделупы, 1998 по 2002 год — заместитель председателя регионального совета.
В 2001—2005 годах — мэр Вё-Абитана.
С 2002 по 2012 год — депутат Национального собрания Франции от 4-го округа Гваделупы.
С 2004 по 2012 год — председатель регионального совета Гваделупы.
20 января 2009 года на Гваделупе началась всеобщая забастовка против дороговизны, и уже в первые дни кризиса Люрель вместе с председателем генерального совета департамента сенатором Жаком Гийо высказали опасение, что предварительные переговоры непосредственно с лидерами профсоюзов могут привести к «маргинализации выборных должностных лиц», и 7 февраля они оба выступали в качестве посредников на переговорах в префектуре Бас-Тера между активистами и менеджментом. 12 февраля Люрель подверг критике предложение премьер-министра Франсуа Фийона о повышении низких зарплат на Гваделупе, назвав эту инициативу бессмысленным повтором уже отвергнутых мер.
16 мая 2012 года получил кресло министра заморских территорий в первом правительстве Жана-Марка Эро.
10 июня 2012 года победил в первом туре парламентских выборов в своём 4-м округе кандидатку Союза за народное движение Мари-Люс Пеншар, получив 67 % голосов и став первым избранным депутатом нового созыва.
18 июня 2012 года сохранил прежнюю должность при формировании второго правительства Эро и 21 июля отказался от депутатского мандата на время работы в правительстве.
31 марта 2014 года сформировано первое правительство Мануэля Вальса, в котором Люрель не получил никакого назначения.
2 мая 2014 года вновь избран председателем регионального совета Гваделупы.
С 3 мая 2014 по 20 июня 2017 года — вновь депутат Национального собрания Франции от 4-го округа Гваделупы.
24 сентября 2017 года, возглавляя список «la Guadeloupe au coeur de notre action» (Гваделупа — в сердце наших действий), после шести часов голосования выборщиков стал одним из трёх новых сенаторов Франции от региона.